# Шахматы на летней Универсиаде 2011
Соревнования по шахматам на летней Универсиаде 2011 прошли с 15 по 21 августа 2011 года в Шэньчжэне Китай, где было разыграно 3 комплекта наград.

## Общий медальный зачёт
| Место | Страна   | Золото | Серебро | Бронза | Всего |
| ----- | -------- | ------ | ------- | ------ | ----- |
| 1     | Китай    | 3      | 1       | 2      | 6     |
| 2     | Монголия | 0      | 1       | 0      | 1     |
| 2     | Украина  | 0      | 1       | 0      | 1     |
| 4     | Грузия   | 0      | 0       | 1      | 1     |
| Всего | Всего    | 3      | 3       | 3      | 9     |

## Медалисты
| Дисциплина                                                      | Золото          | Серебро                         | Бронза        |
| --------------------------------------------------------------- | --------------- | ------------------------------- | ------------- |
| Мужчины. Индивидуальные соревнования Отчёт                      | Ли Чао КНР      | Ван Хао КНР                     | Ван Юэ КНР    |
| Женщины. Индивидуальные соревнования Отчёт (недоступная ссылка) | Тань Чжунъи КНР | Баткхуягиин Мунгунтуул Монголия | Хуан Цянь КНР |
| Смешанные командные соревнования                                | Китай           | Украина                         | Грузия        |

## Ссылка
- Турнир по шахматам на сайте Универсиады 2011  (англ.)